# Hamadryas obumbrata
Hamadryas obumbrata är en fjärilsart som beskrevs av Hans Fruhstorfer 1916. Hamadryas obumbrata ingår i släktet Hamadryas och familjen praktfjärilar. Inga underarter finns listade i Catalogue of Life.